# Kohsan (huyện)
Kohsan là một huyện thuộc tỉnh Herat, Afghanistan. Dân số thời điểm năm 1999 là 32,479 người.